# Furacão Diane
O furacão Diane foi o furacão mais caro do Atlântico da sua época, causando US$ 813,7 milhões em danos. A inclusão de perda de negócios e receita pessoal aumentou o total para mais de US$ 1 bilhão. Um dos três furacões que atingiram a Carolina do Norte durante a temporada de furacões no oceano Atlântico de 1955, formou-se em 7 de agosto de uma onda tropical entre as Pequenas Antilhas e Cabo Verde. Diane inicialmente se mudou para oeste-noroeste com pouca mudança em sua intensidade, mas começou a se fortalecer rapidamente depois de virar para o norte-nordeste. Em 12 de agosto, o furacão atingiu o pico de ventos sustentados de 169 km/h (105 mph), tornando-o um furacão de categoria 2. Gradualmente enfraquecendo depois de voltar para o oeste, Diane chegou a terra perto de Wilmington, Carolina do Norte, como uma forte tempestade tropical em 17 de agosto, apenas cinco dias após o furacão Connie atingir a mesma área. Diane enfraqueceu ainda mais depois de se mudar para o interior, momento em que o Departamento de Meteorologia dos Estados Unidos notou uma diminuição da ameaça de mais destruição. A tempestade virou para o nordeste, e as águas quentes do Oceano Atlântico ajudaram a produzir chuvas recordes no nordeste dos Estados Unidos. Em 19 de agosto, Diane emergiu no Oceano Atlântico a sudeste de Nova Iorque, tornando-se extratropical dois dias depois e dissipando-se completamente em 23 de agosto.
A primeira área afetada por Diane foi a Carolina do Norte, que sofreu inundações costeiras, mas poucos danos causados pelo vento e pela chuva. Depois que a tempestade enfraqueceu na Virgínia, ela manteve uma área de umidade que resultou em fortes chuvas depois de interagir com as Montanhas Blue Ridge, um processo conhecido como elevação orográfica. As inundações afetaram estradas e áreas baixas ao longo do rio Potomac. A porção mais ao norte de Delaware também viu inundações de água doce, embora em uma extensão muito menor do que os estados adjacentes. Diane produziu fortes chuvas no leste da Pensilvânia, causando as piores inundações já registadas, principalmente no Poconos e ao longo do rio Delaware. Águas apressadas demoliram cerca de 150 pontes rodoviárias e ferroviárias e danificaram ou destruíram 30 barragens. O inchado Brodhead Creek praticamente submergiu um acampamento de verão, matando 37 pessoas. Em toda a Pensilvânia, o desastre matou 101 pessoas e causou uma estimativa de US$ 70 milhões em danos (1955 USD). Inundações adicionais espalharam-se pela parte noroeste da vizinha Nova Jersey, forçando centenas de pessoas a evacuar e destruir várias pontes, incluindo uma construída em 1831. Os danos causados pelas tempestades eram evidentes, mas menos significativos no sudeste de Nova Iorque.
Os danos causados por Diane foram mais fortes em Connecticut, onde as chuvas atingiram 16,86 in (428 mm) perto de Torrington. A tempestade produziu a maior inundação do estado já registada, que efetivamente dividiu o estado em dois, destruindo pontes e cortando as comunicações. Todos os principais córregos e vales foram inundados e 30 medidores de fluxo relataram seus níveis mais altos já registados. O rio Connecticut em Hartford atingiu um nível de água de 30,6 ft (9,3 m), o terceiro mais alto registado lá. As inundações destruíram uma grande parte do centro de Winsted, grande parte da qual nunca foi reconstruída. Marés recorde e rios inundados danificaram fortemente Woonsocket, Rhode Island. Em Massachusetts, os níveis de água das enchentes superaram os do furacão de 1938 em Long Island, rompendo várias barragens e inundando cidades e estradas adjacentes. Em toda a Nova Inglaterra, 206 barragens foram danificadas ou destruídas, e cerca de 7 000 pessoas ficaram feridas. Em todo o país, Diane matou pelo menos 184 pessoas e destruíram 813 casas, com mais 14 000 casas fortemente danificadas. No rastro do furacão, oito estados foram declarados áreas federais de desastre e o nome Diane foi retirado.

## História meteorológica
O furacão Diane teve origem em uma onda tropical observada pela primeira vez como uma depressão tropical em 7 de agosto entre as Pequenas Antilhas e Cabo Verde. O sistema mudou-se geralmente para o oeste-noroeste, intensificando-se em uma tempestade tropical em 9 de agosto. Quando o Bureau do Clima classificou a tempestade pela primeira vez em 10 de agosto, Diane ficava ao sul do alta pressão das Bermudas, uma cordilheira semipermanente no jato a leste da Nova Escócia. Os navios na região da tempestade relataram ventos de 72 km/h (45 mph). Durante o dia seguinte, os Hurricane Hunters não relataram aumento de força e Diane inicialmente permaneceu desorganizada. A tempestade interagiu com o furacão Connie a noroeste, em um processo conhecido como efeito Fujiwara, no qual Diane se virou para o norte. A rápida intensificação ocorreu, potencialmente devido à interação com um núcleo frio que aumentou a instabilidade atmosférica. Em 12 de agosto, a tempestade rapidamente se intensificou em um furacão. A intensificação foi tão rápida que um navio a sudeste do centro acreditou que Diane estava passando por uma volta devido a uma queda constante na pressão barométrica, apesar de se afastar do furacão.
No auge, Diane desenvolveu um olho bem definido, cerca de 48 km (30 mi) de diâmetro, descrito por aeronaves de reconhecimento como o formato de uma "xícara de chá invertida". Os ventos mais fortes estavam localizados no quadrante nordeste, onde havia uma pressão secundária mínima localizada 100 km (62 mi) nordeste do olho. Depois de se mudar para o norte por cerca de um dia, Diane retomou o seu movimento para o oeste em 13 de agosto, depois que o furacão Connie, a noroeste, havia enfraquecido. Naquele dia, Diane atingiu a sua menor pressão de 969 mbar (28.6 inHg), e ventos de pico de 105 mph (170 km/h); originalmente o furacão foi analisado para atingir ventos de pico de 120 mph (195) km/h), embora o tamanho grande e a velocidade lenta para a frente sugerissem os ventos mais baixos. Manteve os seus ventos de pico por cerca de 12 horas, após o que enfraqueceu devido ao ar mais frio na região. Até 15 de agosto, o olho ficou mal definido e os ventos enfraqueceram. Ao se aproximar da terra, o seu centro deteriorou-se, com precipitação mínima perto do centro; o olho foi observado em um radar instalado em julho de 1955. Em 17 de agosto, Diane fez landfall na costa da Carolina do Norte perto de Wilmington. A pressão no solo foi estimada em 986 mbar (29.1 inHg), acompanhada de ventos logo abaixo da intensidade do furacão. Diane atingiu o estado apenas cinco dias após o furacão Connie atingir a mesma área geral.
Diane enfraqueceu-se rapidamente como uma tempestade tropical sobre o terreno montanhoso do centro da Carolina do Norte. A área de precipitação associada expandiu-se e espalhou-se para fora do centro, para o norte e nordeste. O enfraquecimento do sistema virou-se para o norte e recurvou-se em direção ao nordeste através da Virgínia, depois que um cume foi construído a partir do oeste. Não interagiu muito com os ocidentais não tropicais e, como resultado, permaneceu um ciclone tropical distinto sobre a terra. Convecção reconstruída quando a tempestade se aproximou da costa atlântica mais uma vez. Diane passou pelos estados do Médio Atlântico, saindo de Nova Jersey em 19 de agosto no Oceano Atlântico, a sudeste de Nova Iorque. Paralelamente à costa sul da Nova Inglaterra, a tempestade acelerou mais tarde leste-nordeste, tornando-se extratropical em 21 de agosto, passando para o sul e leste da Terra Nova, os remanescentes de Diane aceleraram e se fortaleceram um pouco enquanto se deslocavam para o nordeste. Na tarde de 23 de agosto, a tempestade dissipou-se entre a Gronelândia e a Islândia.

## Preparativos e antecedentes

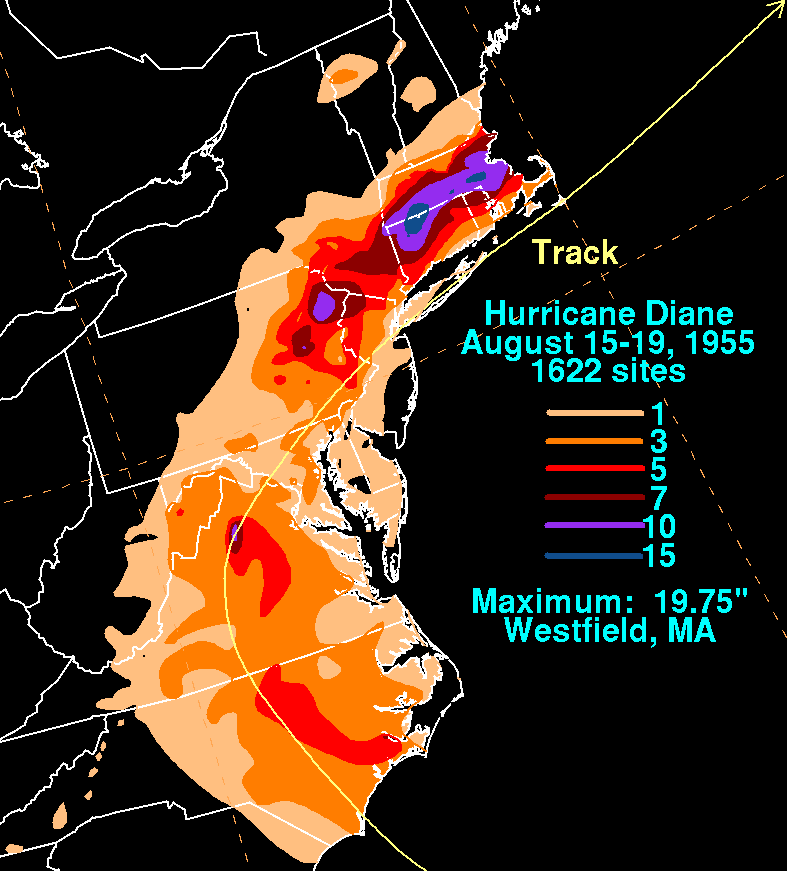
Total de chuvas do furacão Diane

Na tarde de 14 de agosto, mais de dois dias antes da chegada de Diane, o Departamento de Meteorologia dos Estados Unidos emitiu um alerta de furacão da Geórgia através da Carolina do Norte. Em 15 de agosto, a agência emitiu um aviso de furacão de Brunswick, na Geórgia, para Wilmington, Carolina do Norte, embora o aviso tenha sido posteriormente estendido para o sul e norte para Fernandina, Flórida e Cape Hatteras, Carolina do Norte, respectivamente. A agência também emitiu avisos de tempestade para o sul, para Santo Agostinho, na Flórida, e para o norte, para Atlantic City, Nova Jersey, incluindo as baías de Chesapeake e Delaware. Em toda a região avisada, os pequenos navios foram aconselhados a permanecer no porto. Antes de Diane chegar à terra firme, a Guarda Nacional da Carolina do Norte ajudou a evacuar pessoas perto do rio Pamlico, e 700 moradores deixaram as suas casas perto de New Bern; milhares de turistas também evacuaram. A ameaça do furacão forçou a cerimônia de aposentadoria planejada para o almirante Robert Carney a ser transferida de um porta-aviões em Norfolk, Virgínia, para um dormitório da academia. Todas as aeronaves da Estação Aérea de Marine Corps Cherry Point foram transportadas para locais mais seguros no interior.
Todos os avisos de furacão foram retirados depois que Diane se mudou para o interior. Os meteorologistas subestimaram a ameaça de Diane depois que ela enfraqueceu na Virgínia; o Weather Bureau concordou que não previa a extensão da chuva que ocorreria, pedindo apenas "algumas inundações locais". A agência mais tarde admitiu que "brincou" em minimizar o potencial destrutivo da tempestade após o enfraquecimento, observando a sua falta de experiência com eventos extremos de chuva. Depois que a tempestade chegou à costa, o Bureau Meteorológico transferiu os deveres oficiais de previsão para os escritórios regionais, e os jornais locais também emitiram as suas próprias previsões. O Springfield Daily News, em Massachusetts, observou que "eram possíveis chuvas moderadas" na sua previsão meteorológica diária antes da tempestade. Ainda assim, foram emitidos avisos de inundação, com previsões de inundações de mais de 12 horas de antecedência. Ao longo de rios menores, incluindo Lehigh, Schuylkill e Farmington, as previsões eram emitidas a cada poucas horas.
No verão de 1955, o leste dos Estados Unidos experimentou clima geralmente quente e seco, levando a condições de seca e diminuição dos níveis de água. Quando o furacão Connie atingiu, as suas chuvas humedeceram o solo e aumentaram os riachos no médio Atlântico e na Nova Inglaterra. O furacão Diane atingiu a Carolina do Norte apenas cinco dias depois e afetou a mesma área geral. Após as inundações em 1936, o governo federal dos Estados Unidos promulgou planos para evitar futuras inundações devastadoras, embora não fizessem nenhum progresso no momento em que Connie e Diane atingiram em 1955. Ao longo do rio Delaware, na década de 1930, as legislaturas estaduais em Nova Jersey e Pensilvânia haviam estabelecido uma comissão que trabalhava para limpar a água poluída, mas os legisladores e a comissão bloquearam a ajuda federal, comparando-a com o socialismo europeu; isso contrastava com a Tennessee Valley Authority, com financiamento federal, que mitigava as inundações ao longo do rio Tennessee.

## Impacto
O caminho do furacão Diane sobre o leste dos Estados Unidos provocou fortes chuvas, alimentadas por ar incomumente húmido resultante de temperaturas anormalmente altas da superfície do mar. As piores inundações ocorreram no leste da Pensilvânia, no norte de Nova Jersey, no sudeste de Nova Iorque e no sul da Nova Inglaterra. Dos 287 medidores de fluxo na região, 129 relataram níveis recordes durante o curso do evento. Muitos fluxos relataram taxas de descarga mais do que o dobro dos registos anteriores. A maior parte das inundações ocorreu ao longo de pequenos rios que chegaram ao estágio de inundação em poucas horas, impactando amplamente as áreas povoadas; havia cerca de 30 milhões de pessoas na região afetadas pelas inundações. No geral, 813 casas foram destruídas, com 14 000 fortemente danificadas. Os danos causados pelas tempestades fizeram com que mais de 35 000 famílias fossem afetadas. As inundações também cortaram a infraestrutura e afetaram vários acampamentos de verão. O dano aos serviços públicos foi estimado em US$ 79 milhões. Inundações em áreas rurais resultaram em deslizamentos de terra nas montanhas, enquanto culturas destruídas custam cerca de US$ 7 milhões. Centenas de quilômetros de estradas e pontes também foram destruídos, representando US$ 82 milhões em danos. Os danos causados pelos ventos de Diane eram geralmente pequenos. O furacão causou US$ 831,7 milhões em danos, dos quais US$ 600 milhões estavam na Nova Inglaterra, tornando-o o furacão mais caro da história americana na época. Levando em conta perdas indiretas, como perda de salários e ganhos nos negócios, Diane foi descrita como "o primeiro furacão de bilhões de dólares". Isso contribuiu para que 1955 fosse a temporada de furacões no Atlântico mais cara já registada na época. No geral, havia pelo menos 184 mortes, potencialmente até 200.

### Carolinas
Os ventos sustentados mais fortes associados ao desembarque de Diane na Carolina do Norte atingiram 80 km/h (50 mph) em Hatteras, com rajadas de 119 km/h (74 mph) em Wilmington. Quaisquer rajadas de força de furacão provavelmente eram muito esporádicas e isoladas na natureza. Marés correram 6 to 8 ft (1,8 to 2,4 m) acima do normal perto de Wilmington e ondas 12 ft (3,7 m) em altura atingiram a costa. A tempestade resultante danificou casas de praia, inundou estradas costeiras e destruiu paredões danificados pelo furacão Connie alguns dias antes. O centro do furacão passou por Wilmington sem diminuir muito os ventos, sugerindo que o olho estava desorganizado ou até inexistente. Pouca precipitação caiu dentro e ao redor da cidade, embora a precipitação fosse mais substancial em outros lugares do estado, chegando a 179 mm (7,04 in) em New Bern. Em Oakway, na vizinha Carolina do Sul, as chuvas atingiram 61 mm (2,39 in).

### Médio Atlântico

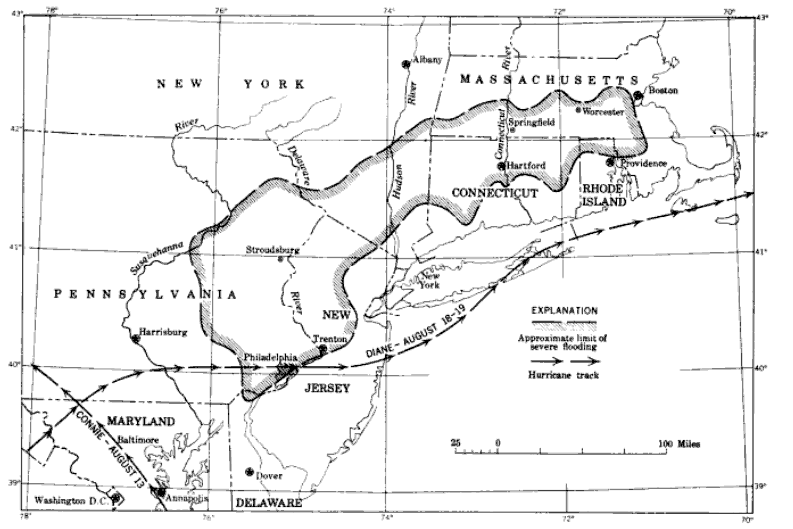
Extensão das inundações no nordeste dos Estados Unidos, causadas por Diane

Depois que Diane cruzou a Virgínia, caiu fortes chuvas de mais de 250 mm (10 in) em 24 horas nas montanhas Blue Ridge, chegando às 298 mm (11,72 in) em Big Meadows. Lá, as chuvas foram intensificadas pelo ar húmido subindo sobre os picos das montanhas e condensando, um processo conhecido como elevação orográfica. A precipitação superior a 76 mm (3 in) ocorreu em toda a Virgínia, bem como no Panhandle Oriental da Virgínia Ocidental, onde 145 mm (5,71 in) foi relatado no reservatório do rio Stony. Quantidades semelhantes de precipitação caíram em Delaware, incluindo 83 mm (3,27 in) no Arboreto Nacional de Washington, DC, os rios da região subiram acima do estado de inundação, incluindo o rio James, que atingiu 30,4 ft (9,3 m) em Columbia, Virgínia, que era de 14,6 ft (4,5 m) acima do estado de inundação. Elevadas quantidades de chuva acumuladas no leste da Pensilvânia, chegando ao 282 mm (11,11 in) em Pecks Pond, na porção nordeste do estado. Como na Virgínia, as chuvas mais intensas ocorreram devido ao levantamento orográfico perto de uma montanha. Na vizinha Nova Jérsei, a maior precipitação foi de 206 mm (8,10 in) perto de Sussex. Chuvas em Nova Iorque atingiram o pico às 230 mm (9,05 in) no lago Mohonk.
Na Virgínia, ocorreram graves inundações perto de Richmond e ao longo das montanhas Blue Ridge. Perto da costa, Diane danificou grandes áreas de terras agrícolas devido a inundações que se moviam lentamente. No estado, 21 medidores relataram os seus níveis mais altos já registados. Níveis altos ao longo do rio Potomac inundaram porções baixas da Virgínia e Washington, DC Rajadas de vento atingiram 100 km/h (62 mph) em Roanoke. No estado, as inundações cobriram várias estradas, levando ao fechamento. Devido ao terreno plano, as inundações em Delaware foram descritas pelo Serviço Geológico dos Estados Unidos como "relativamente leve". As inundações ao longo do rio Brandywine foram pelo menos o quinto mais alto em 45 anos. As inundações foram piores na parte norte do estado.
As inundações começaram em muitos riachos no leste da Pensilvânia em 18 de agosto. O rio Delaware com crista em mais de 40 ft (12 m) em Easton, que era de 4 ft (1,2 m) acima do recorde anterior estabelecido em 1903. Em Allentown, o rio Lehigh com crista em 23,4 ft (7,1 m), superando o recorde anterior de 21,7 ft (6,6 m) estabelecido em 1942. As inundações foram as piores já registadas em partes do leste do estado, principalmente em Poconos e ao longo de todos os afluentes do rio Delaware, de Honesdale à Filadélfia. O lago Wallenpaupack e outros reservatórios mitigaram as inundações. Inundações destruíram 17 pontes e 89 km (55 mi) de trilhos ao longo da Delaware, Lackawanna e Western Railroad, que é a principal linha ferroviária no nordeste da Pensilvânia. Os danos à linha totalizaram vários milhões de dólares, e os danos ferroviários no estado totalizaram US$ 16 milhões. Centenas de carros foram danificados na região. Os danos estenderam-se para a Filadélfia devido a inundações ao longo do rio Schuylkill, mas os danos foram pequenos. Na pequena vila de Upper Black Eddy, centenas de pessoas ficaram desabrigadas e os correios foram levados pela correnteza. Em todo o estado, as inundações destruíram ou danificaram 30 barragens e destruiram cerca de 150 estradas de pontes ferroviárias. As inundações deixaram os danos em casas e nas fábricas na área de Allentown. Em Poconos, na Pensilvânia, o Brodhead Creek quase destruiu um campo, matando 37 pessoas, principalmente crianças. Muitas pessoas no acampamento fugiram para uma loja que foi destruída. O Brodhead Creek também lavou uma ponte ao longo da Rota 209 dos EUA entre Stroudsburg e East Stroudsburg, inundando as duas cidades. Havia cerca de 75 mortes na área, e outras 10 mortes ocorreram em Greentown devido a inundações ao longo do rio Lackawaxen. No geral, houve 101 mortes no estado, e os danos totalizaram pelo menos US$ 70 milhões.
Em Nova Jérsei, as inundações ocorreram em grande parte ao norte de Trenton e a oeste de Perth Amboy; chuvas nos sul de dois – terços do estado foi inferior a 76 mm (3 in). Os três principais rios da região - Delaware, Passaic e Raritan - sofreram severas inundações e os danos foram generalizados. Quando o rio Millstone inundou, dois adolescentes se afogaram enquanto canoavam e um policial se afogou enquanto tentava resgatá-los. Cerca de 200 famílias foram evacuadas em Oakland ao longo do rio Ramapo. Os danos no estado foram maiores ao longo do Delaware, de Port Jervis, Nova York a Trenton, onde as inundações inundaram cidades adjacentes. Entre as duas cidades, todas, exceto duas pontes, foram danificadas, incluindo quatro que foram destruídas. Cerca de 500 crianças tiveram que ser resgatadas de campos em três ilhas no rio Delaware; eles foram levados de avião para uma escola em Frenchtown. Nessa cidade, cerca de 200 pessoas foram forçadas a evacuar as suas casas ao longo da água. Em Trenton, os trabalhadores usaram sacos de areia para impedir que as inundações afetassem os prédios do governo. As inundações destruíram a ponte pedestre Portland-Columbia, construída pela primeira vez em 1831, depois que a maior parte foi submersa. O centro da ponte Northampton Street entre Easton, Pensilvânia e Phillipsburg, Nova Jérsei, desabou. Uma barragem perto de Branchville desabou, inundando a cidade e causando grandes danos. Cerca de 200 casas foram danificadas ou destruídas em Lambertville. Em todo o estado, 93 casas foram destruídas. O dano foi estimado em $ 27,5 milhões.
Inundações repentinas ocorreram em regiões montanhosas do sudeste de Nova Iorque, incluindo Port Jervis ao longo do rio Delaware. Wappinger Creek inundou para causar danos pesados. A maioria dos córregos na bacia do riacho Rondout deixou danos devido a águas em movimento rápido, incluindo danos pesados perto de Ellenville. Os danos em Nova Iorque foram amplamente limitados a uma área entre Port Jervis e Poughkeepsie. Várias pontes foram destruídas ao longo do Bash Bish Brook e partes da Rota 209 dos EUA foram inundadas. O dano totalizou $ 16,2 milhões, e houve uma morte no estado.

### Nova Inglaterra

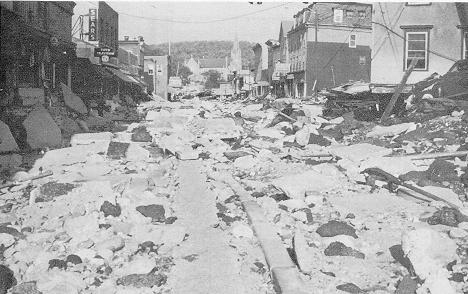
Danos causados pelas inundações de Diane em Winsted, Connecticut

Diane produziu fortes chuvas depois de seguir ao interior, estabelecendo recordes em várias áreas. Windsor Locks, Connecticut informou chuvas de 306 mm (12,05 in) num período de 23 horas; o total da estação, localizado perto de Hartford, foi de 135 mm (5,32 in) acima do registo de precipitação de 24 horas em Hartford. Alguns locais ao longo do rio Housatonic sofreram 19 mm (0,75 in) por hora acima de 24 horas. O total mais alto do estado foi 428 mm (16,86 in) em uma estação perto de Torrington. Esta é a maior pluviosidade já registada no estado. A maior pluviosidade nos Estados Unidos relacionada à tempestade foi 502 mm (19,75 in) em Westfield, Massachusetts, que também foi a tempestade mais chuvosa conhecida na história do estado, bem como em toda a Nova Inglaterra. Outros máximos de precipitação em todo o estado da Nova Inglaterra incluíram 215 mm (8,45 in) em Greenville, Rhode Island, 110 mm (4,34 in) em Essex Junction, Vermont, 84 mm (3,31 in) em Fitzwilliam, New Hampshire e 16 mm (0,62 in) na barragem de Long Falls, no Maine. Em toda a Nova Inglaterra, 206 barragens foram danificadas ou destruídas, principalmente na região sul de Worcester, Massachusetts. Cerca de 7 000 pessoas foram feridas em toda a Nova Inglaterra, a maioria em Connecticut.
Os danos foram maiores em Connecticut, onde as inundações afetaram cerca de dois terços do estado. Foi a maior inundação já registada na história do estado. Todos os principais corregos e vales foram inundados durante a tempestade, incluindo centenas de afluentes e 30 medidores no estado relataram o nível mais alto já registado. O rio Connecticut em Hartford alcançou o terceiro nível mais alto já registado na época, atingindo 30,6 ft (9,3 m) ou 14,6 ft (4,5 m) acima do estado de inundação. Embora houvesse danos rurais, a cidade de Hartford foi poupada das inundações devido a diques construídos anteriormente. O rio Naugatuck sofreu inundações significativas que danificaram ou destruíram todas as pontes que atravessavam e causaram grandes danos em Ansonia. Em Waterbury, o rio lavou prédios e vigas de ferrovia em uma ponte. Na cidade, 30 pessoas foram mortas, incluindo 26 em 13 casas que foram lavadas em um quarteirão. O rio Quinebaug inundou a cidade de Putnam ao mesmo tempo em que um grande incêndio se originou em uma usina de magnésio. Grande parte do distrito comercial de Winsted foi destruída pelo rio Mad, que chegou a 10 ft (3,0 m) profundo; as inundações destruíram a maioria dos edifícios no lado sul da rua principal da cidade e levaram vários carros de uma concessionária. O jornal local informou que 95% das empresas foram destruídas ou severamente danificadas em Winsted. Rios altos destruíram locais e edifícios históricos, e Diane em todo o estado destruiu 563 casas. Havia 77 mortes no estado e US$ 350 milhões em danos. A maior parte dos danos no estado foi industrial ou comercial.
Em Rhode Island, as inundações foram piores na parte norte do estado, principalmente ao longo do rio Blackstone, que se expandiu para uma largura de cerca de 1.6 km (1 mi). A represa em ferradura foi lavada, causando grandes danos em Woonsocket. Lá, cerca de 6 000 dos seus 50 000 os moradores ficaram desalojados. Marés recorde também foram relatadas. Em Rhode Island, o dano foi estimado em US$ 21 milhões, principalmente em Woonsocket, e houve três mortes.
Grande parte do sul de Massachusetts, desde a sua fronteira com Nova Iorque em direção a Worcester e ao oceano, sofreram inundações. A maioria dos córregos no oeste de Massachusetts transbordou em suas margens, e no sudeste de Massachusetts, que é em grande parte terreno plano, córregos inundaram grandes áreas ao longo de seus canais; esses córregos se moveram lentamente, enquanto outras áreas na Nova Inglaterra sofreram danos devido à natureza veloz das inundações. Inundações recordes foram relatadas ao longo de 24 medidores de corrente no estado, incluindo aqueles que superaram o pico estabelecido pelo furacão de 1938 na Nova Inglaterra. Os rios Charles e Neponset estavam entre os que inundaram. Cerca de 40% da cidade de Worcester foi inundada durante Diane, e em Russell, a polícia do estado forçou muitos moradores a evacuar. Em Weymouth, as inundações foram consideradas pelo menos um evento de 1 em 50 anos. O rio Little, em Buffumville, Massachusetts, teve um pico de descarga de 8 340 ft³/s (236 m³/s), que foi de 6,2 vezes maior que o pico anterior e 28,5 vezes a inundação média anual. Os rios inundados romperam barragens a fio d'água e cobriram estradas próximas, embora barragens com reservatórios resultassem em menos inundações. Quase todas as barragens ao longo do rio francês foram severamente danificadas ou destruídas. Uma represa que falhou em West Auburn lavou uma parte da Rota 20 dos EUA e a mesma rota foi lavada perto de Charlton. Um riacho transbordado também danificou a rodovia de Massachusetts. Um trem na linha ferroviária de Boston e Albany mergulhou em uma parte desbotada ao longo do rio Westfield. Ao longo do mesmo rio, as inundações destruíram estradas e fazendas de tabaco. No estado, 97 casas foram destruídas. Os danos em Massachusetts foram o segundo pior dos estados afetados, totalizando US$ 110 milhões; o dano ocorreu em grande parte devido a caves inundados. Havia 12 mortes no estado.

## Rescaldo

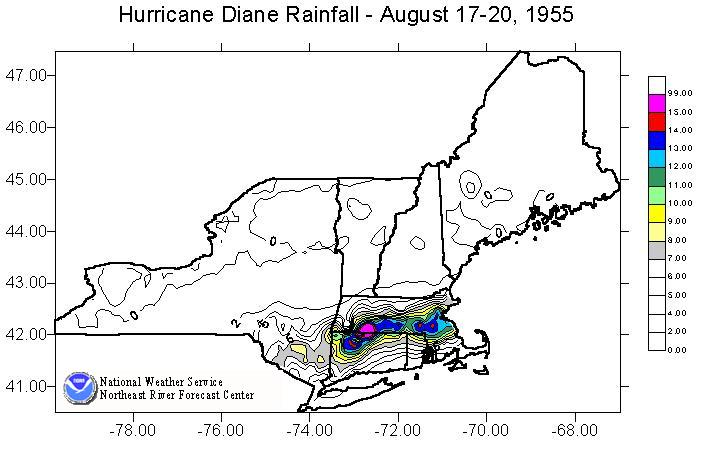
Total de chuvas na Nova Inglaterra de Diane

Logo após Diane, uma das primeiras prioridades em resposta foi distribuir inoculações adequadas para febre tifoide entre as áreas comuns deixadas sem água potável. O Exército dos Estados Unidos ajudou nas operações de busca e salvamento usando helicópteros. Após as inundações do furacão Diane, mais de 100 000 as pessoas fugiram para se abrigar ou fugir de suas casas. A Cruz Vermelha Americana rapidamente prestou ajuda aos moradores afetados, usando igrejas e prédios públicos para abrigar pessoas sem-teto. Nas duas semanas após a tempestade, os americanos doaram cerca de US$ 10 milhões para a Cruz Vermelha. Os países da Grã-Bretanha, Holanda, Austrália, Canadá, França, Áustria e Venezuela ofereceram ajuda para ajudar as vítimas das enchentes, enviando suprimentos de emergência. Inundações adicionais afetaram a Nova Inglaterra em setembro e outubro de 1955, embora nenhuma fosse tão grande quanto as causadas pelo furacão Diane. Depois de Diane, centenas de empresas afetadas pelas enchentes instalaram portas e janelas à prova de água para evitar desastres semelhantes no futuro.
O presidente Dwight Eisenhower declarou oito estados como áreas de desastre, tornando-os elegíveis para auxílio federal. A Administração de Pequenas Empresas abriu 18 escritórios temporários no leste dos Estados Unidos para as pessoas solicitarem empréstimos para desastres. Nos meses após a tempestade, o governo federal dos Estados Unidos e a Cruz Vermelha Americana tiveram dificuldade em levantar fundos suficientes para as vítimas da tempestade; coletivamente, a Cruz Vermelha, a Small Business Administration e a Farmers Home Administration arrecadaram US$ 37 milhões, o que representou menos de 8% do total de danos de Diane. Ao longo de 1955, a Cruz Vermelha ajudou cerca de 10 000 famílias na Nova Inglaterra e nos estados do Atlântico Central; algumas famílias receberam ajuda para mudar para uma nova casa que não está em uma zona de inundação. A Administração de Pequenas Empresas forneceu cerca de 1 600 totalizando US$ 25 milhões, para pequenas empresas. O senador Herbert H. Lehman propôs uma taxa de US$ 12 bilhões de programas federais de seguro contra inundações. Em 1956, o Congresso dos Estados Unidos aprovou a Lei Federal de Seguro contra Inundações, mas o programa não foi promulgado devido à falta de financiamento. Um programa nacional de inundação não foi promulgado até a aprovação do National Flood Insurance Act de 1968. Após as inundações de Diane, o governo federal americano financiou o Corpo de Engenheiros do Exército para construir barragens e reservatórios em toda a Nova Inglaterra para mitigar futuras inundações. Em cerca de 14 anos, o Corpo construiu 29 barragens em Connecticut, sozinhas ao custo de US$ 70 milhões, incluindo três ao longo do rio Connecticut. O governo federal restaurou os planos da década de 1930 para construir barragens ao longo do rio Delaware, um dos quais ao longo da ilha de Tocks. Surgiu uma controvérsia devido aos 64 km (40 mi) de comprimento que a barragem teria criado, causando 600 famílias a serem deslocadas. O projeto foi cancelado em 1975 e as terras adquiridas se tornaram a Área de Recreação Nacional de Delaware Water Gap.
Na Pensilvânia, linhas ferroviárias desbotadas impediram a operação ao longo das estradas de ferro de Delaware, Lackawanna e Western por várias semanas, e as linhas reabriram após cerca de dois meses. As despesas de reabertura e a perda de fechamento levaram à fusão da ferrovia com a Ferrovia Erie para se tornar a Ferrovia Erie Lackawanna em 1960. Um trem preso ao longo da linha levou um helicóptero a resgatar 235 pessoas. Inundações ao longo do rio Lehigh destruíram 15 instalações industriais, que deixaram mais de 15 000 pessoas perto de Allentown, Pensilvânia, sem trabalho temporário. O prefeito de Scranton declarou estado de emergência devido às inundações, ordenando o fechamento de todas as empresas. Os soldados do Exército dos Estados Unidos forneceram água aos residentes depois que a cidade perdeu o seu suprimento de água. Em outros lugares, a Guarda Nacional da Pensilvânia estava de serviço nas ruas de cidades danificadas, incluindo 50 para evitar saques em Upper Black Eddy, que era uma das cidades mais atingidas. Helicópteros ajudaram a descobrir corpos em Camp Davis, onde muitas mortes ocorreram durante a tempestade. Em todo o estado, milhares de pessoas ficaram desalojadas. Em Stroudsburg, houve uma escassez de alimentos, e as autoridades promulgaram um aviso de recolher, após relatos de saques. Na mesma cidade, a água foi transportada em caixas de leite para as vítimas das enchentes, o que mais tarde inspirou uma proposta da Administração Federal de Defesa Civil de usar água embalada em recipientes de leite no caso de um ataque nuclear. O governo do estado implementou um imposto sobre os cigarros para ajudar a pagar pelos danos causados pela tempestade, que duraram cerca de dois anos; isso foi parcialmente devido à falta de financiamento significativo do governo federal. A Pensilvânia também promulgou um aumento no imposto sobre a gasolina que mais tarde se tornou permanente para pagar pelo Sistema Rodoviário Interestadual. Os dois impostos, cada um com um aumento de 1 centavo, totalizou US$ 71 milhões, parte dos quais foi reservada para futuros desastres. A experiência das consequências da tempestade forneceu a base para as consequências do furacão Agnes em 1972. Em Nova Jersey, o governador Robert B. Meyner declarou as inundações como na época o pior desastre natural do estado.
Depois que a inundação do rio Naugatuck, em Connecticut, cortou as comunicações e as pontes, o estado foi efetivamente cortado em dois. A Guarda Nacional do estado usou helicópteros para resgatar pessoas. O governador Abraham A. Ribicoff visitou áreas afetadas pelas inundações, devido aos danos, Connecticut foi declarada uma área federal de desastre em 20 de agosto. A declaração alocou US$ 25 milhões em assistência ao estado. O governador Ribicoff solicitou US$ 34 milhões em fundos para reconstruir e produzir futuros projetos de mitigação de inundações; o financiamento do estado foi pago por uma combinação de títulos e aumentos de impostos. Incluindo tempestades subsequentes, as inundações de 1955 mataram cumulativamente 91 pessoas e deixou 1.100 famílias sem-teto. Inundações ocorreram em 67 cidades, resultando em danos a 20 000 famílias. Cerca de 86 000 as pessoas ficaram desempregadas após as inundações. Em Winsted, os prédios que foram levados pelo lado sul da Main Street nunca foram reconstruidos.
O governador de Massachusetts, Christian Herter, também emitiu um estado de emergência, devido aos danos causados pelas inundações. Como resultado, a Guarda Nacional do estado e o Corpo do Exército ajudaram na limpeza, e a maioria das estradas levou três semanas para ser liberada. Os moradores das áreas afetadas pelas inundações de Diane foram aconselhados a ferver a água e a não usar equipamentos de cozinha a gás. As chuvas históricas de Diane resultaram no mês mais chuvoso já registado em Boston, com um total de 430 mm (17 in), um registo que se mantém a partir de 2010; 24 horas em Boston, total de 210 mm (8.4 in) permaneceu o total diário mais alto a partir de 1996. Após as inundações de Diane, as cidades de Massachusetts ampliaram bueiros e melhoraram os sistemas de drenagem, além de construir açudes ; esses sistemas ajudaram a mitigar contra futuras inundações.
O nome Diane foi retirado da lista de nomes dos furacões no Atlântico. Devido aos danos causados pelos furacões em 1954 e 1955, incluindo Diane, os protestos públicos por danos causados pelas tempestades levaram à criação do Centro Nacional de Furacões em 1956. Usando um deflator monetário em dólares dos Estados Unidos em 2010, o dano de Diane seria de cerca de US$ 7,4 bilhões, o que seria o 17º mais alto nos Estados Unidos. Considerando a inflação, as mudanças na riqueza pessoal e as mudanças na população, estima-se que Diane teria causado US$ 18 bilhões em danos em 2010, ou o 15º mais alto em um furacão nos Estados Unidos.